# Пивний живіт

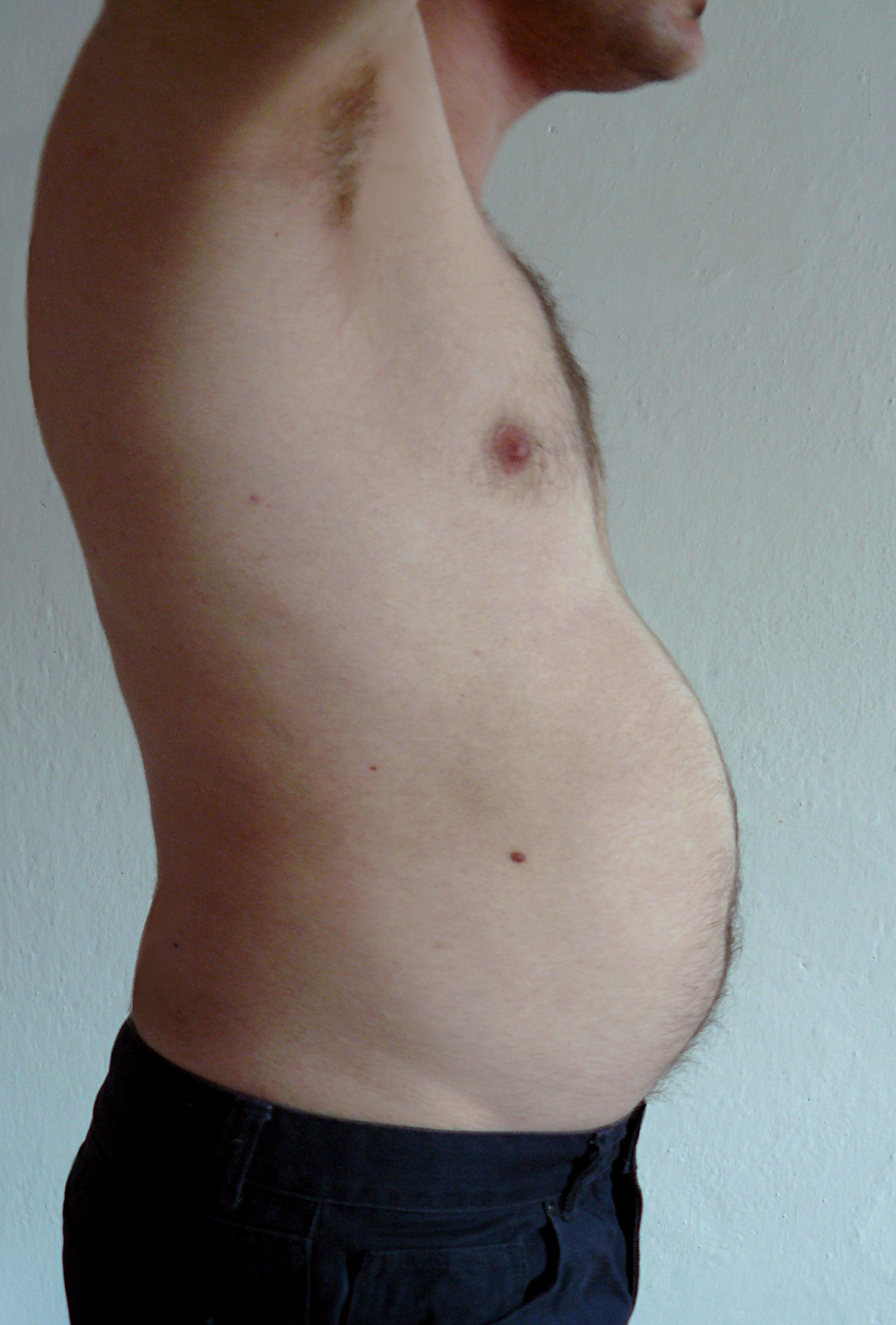
Пивний живіт

Пивний живіт  — побутова назва чоловічого абдомінального ожиріння, що асоціюється з непомірним споживанням пива.

## Популяризація терміна
Деякі неакадемічні дослідники і популяризатори тверезого способу життя наполягають на небезпеці споживання пива. Зокрема, як ризики зазначається висока калорійність продукту і передбачуваний гормональний ефект естрогеноподібних речовин, що містяться у хмелі. На думку прихильників гіпотези, саме ці фактори призводять до специфічної форми ожиріння. Термін «пивний живіт» та інші вказівки на здатність пива призводити до специфічного чоловічого ожиріння активно використовується в антипивний пропаганді, будучи одним з основних «пивних міфів».

## Наукові дослідження
У цілому пиво володіє низькою калорійністю (близько 40 кКал/100 мл у неміцних сортах, що поступається напоям, що зазвичай не асоціюються зі специфічними формами ожиріння — наприклад, молоку). При помірному споживанні викликати ожиріння такі дози вуглеводів не можуть.
Питання про фітоестрогени неодноразово піднімалося різними дослідниками. Переконливих кореляцій між споживанням естрогеноподібних рослинних речовин і змінами концентрацій тестостерону й естрадіолу у сироватці чоловічої крові не знайдено.
Проблема «пивного живота» була вивчена у рамках Європейського перспективного дослідження раку та харчування (EPIC). В рамках роботи було обстежено 7876 чоловіків і 12 749 жінок. Результати досліджень показали, що, хоча при надмірному споживанні пива можливий набір ваги та об'ємів тіла (такий ризик виявлений у 17 % чоловіків, які споживають більше літра пива в день), ніякої специфічної «пивної» форми ожиріння не існує. 
Основна причина набору ваги при надмірному споживанні пива (і алкоголю взагалі) — властивість спиртних напоїв посилювати апетит. Закусками до пива найчастіше служать висококалорійні страви і снеки.